# Nogueira (Braga)
Nogueira is een plaats (freguesia) in de Portugese gemeente Braga en telt 4 815 inwoners (2001).